# Yoshihiro Matsumura
Yoshihiro Matsumura (en japonés: 義弘松村) (Nagasaki, 30 de enero de 1940—Posadas, 21 de mayo de 2001) fue un deportista y maestro de artes marciales japonés emigrado a la Argentina que introdujo el Judo en la provincia de Misiones.

## Biografía
Nacido en Nagasaki, tenía cinco años de edad cuando ocurrieron los bombardeos atómicos sobre Hiroshima y Nagasaki, siendo sobreviviente al estar escondido en una cueva en las montañas cercanas a la ciudad.
A los 14 años de edad en 1954, comenzó a practicar yudo en el Colegio Shin-zei de Nagasaki, obteniendo el primer dan a la edad de 17 años. Ese año emigró a Buenos Aires, donde obtiene el segundo dan el 18 de mayo de 1961 por la Federación Yudo Buenos Aires (FYBA). El 7 de junio de 1963 obtiene el tercer dan y el 17 de abril de 1966, el cuarto dan. El 8 de agosto de 1966 se radicó definitivamente en Posadas, capital de Misiones, donde fundó una academia de Judo en un viejo gimnasio, al que bautizó Instituto Matsumura. Fue el primer arte marcial practicado en dicha provincia.
Participó de los campeonatos argentinos de yudo donde fue campeón en forma consecutiva entre 1963 y 1970. Llegó a las semifinales del Campeonato Mundial de Judo de 1969 realizado en la Ciudad de México. Ese año fue contratado par ser profesor de Judo en el Instituto del Deporte provincial de Misiones. A partir de 1970 se desempeñó como director técnico del seleccionado nacional argentino de Yudo durante varios años. Al tiempo que desde 1971 comenzó a dictar clases de yudo y derensa personal en el Liceo Policial y a la Escuela de Policía de Misiones.
Formó parte activa de la Federación Misionera de Yudo. Falleció el 21 de mayo de 2001, a los 61 años de edad.

## Homenajes
En 1999 recibió por parte de la Confederación Misionera de deportes, una distinción como el «mejor dirigente deportivo» de la provincia. En septiembre de 2014, el diputado nacional José Daniel Guccione pidió a la Cámara de Diputados de la Nación Argentina, declarar de Interés la conmemoración del 45° aniversario del inicio del yudo en Misiones por parte de Matsumura.